# Казе Ђантин (Венеција)
Казе Ђантин (итал. Case Giantin) је насеље у Италији у округу Венеција, региону Венето.
Према процени из 2011. у насељу је живело 55 становника. Насеље се налази на надморској висини од 2 м.